# Hyacinthe Boncourt
Pour les articles homonymes, voir Boncourt.
Hyacinthe Henri Boncourt est un joueur d'échecs français né vers 1765 et mort le 23 mars 1840 à dans l'ancien 11e arrondissement de Paris,.

## Carrière en échecs
Boncourt était rentier. Il fut un des meilleurs joueurs d'échecs des années 1820 et 1830. En 1820, il joua un match contre Alexandre Deschapelles dans lequel il jouait avec un avantage, et il terminèrent ex æquo.
En 1835, à un match, il termina à égalité (6 à 6) avec le Hongrois József Szén ; il battit George Walker en 1838-1839 (2,5 à 0,5, +2, =1) et Pierre de Saint-Amant en 1839 (19 à 16).
En février 1840, il annula un match contre Lionel Kieseritzky.